# Raionul Hmelnîțkîi (pre-2020), Hmelnîțkîi
Hmelnîțkîi (în ucraineană Хмельницький район, transliterat: Hmelnîțkîi raion) este un raion în regiunea Hmelnîțkîi, Ucraina. Reședința sa este orașul regional Hmelnîțkîi, care nu aparține raionului.

## Demografie
Componența lingvistică a raionului Hmelnîțkîi
     Ucraineană (95,82%)
     Rusă (1,96%)
     Polonă (1,77%)
     Alte limbi (0,26%)
Conform recensământului din 2001, majoritatea populației raionului Hmelnîțkîi era vorbitoare de ucraineană (95,82%), existând în minoritate și vorbitori de rusă (1,96%) și polonă (1,77%).